# Ганс-Генріх Гасс
Ганс-Генріх Гасс (нім. Hans-Heinrich Haß; 12 жовтня 1922, Екернферде — 21 січня 2009, Альтенгольц) — німецький офіцер-підводник, оберлейтенант-цур-зее крігсмаріне, фрегаттен-капітан бундесмаріне.

## Біографія
23 вересня 1940 року вступив на флот. З листопада 1942 по березень 1943 року — 1-й вахтовий офіцер на підводному човні U-96, з 21 квітня 1943 року — на U-543. У лютому-травні 1944 року пройшов курс командира човна. З 25 липня 1944 по лютий 1945 року — командир U-2324, на якому здійснив 1 похід (29 січня — 25 лютого 1945). Гасс став одним із наймолодших командирів підводних човнів: свій єдиний похід він здійснив у 22 роки. У лютому-травні 1945 року служив на штабних посадах в 11-й флотилії. 9 травня 1945 року взятий в полон британськими військами. У вересні 1945 року звільнений. 
Після війни вступив у бундесмаріне. З 1 жовтня 1957 року — командир підводного човна Hecht (колишній U-2367).

## Звання
- Кандидат в офіцери (23 вересня 1940)
- Морський кадет (1940)
- Фенрих-цур-зее (1 серпня 1941)
- Оберфенрих-цур-зее (1 липня 1942)
- Лейтенант-цур-зее (1 січня 1943)
- Оберлейтенант-цур-зее (1 жовтня 1944)

## Нагороди
- Нагрудний знак мінних тральщиків (1941)
- Залізний хрест
  - 2-го класу (грудень 1941)
  - 1-го класу (1944)
- Нагрудний знак підводника (24 березня 1942)
- Фронтова планка підводника в бронзі (28 квітня 1945)